# James Weddell
James Weddell (Ostenda, 24 agosto 1787 – Londra, 9 settembre 1834) è stato un esploratore e navigatore inglese.

## Biografia
Prestò servizio dapprima nella marina mercantile a bordo di una nave da trasporto di carbone, a partire dal 1805 fu a bordo di una nave da trasporto che effettuò numerosi viaggi nelle Indie Occidentali. Nel 1820 si arruolò nella Royal Navy, nel 1813 era a bordo della Hope quando questa catturò la nave statunitense True Blooded Yankee nella Manica. Messo a mezza paga al termine delle Guerre Napoleoniche (1816) ritornò alla marina mercantile intraprendendo alcuni viaggi nelle Indie Occidentali.

### Il primo viaggio
Nel 1819 fu presentato a James Strachan, un armatore di Leith, che insieme a James Mitchell, broker assicurativo di Londra, era proprietario del brigantino da 160 tonnellate Jane, una nave costruita negli Stati Uniti, catturata nel 1812 e riattrezzata per la caccia alle foche. La novità della scoperta delle isole Shetland Meridionali da parte di William Smith aveva appena raggiunto il paese e Weddell suggerì i possibili vantaggi della ricerca di nuovi territori di caccia alle foche. In particolare a Weddell interessava scoprire le leggendarie isole Aurora il cui avvistamento fu riportato nel 1762 da parte della nave spagnola Aurora e nuovamente nel 1794 dalla corvetta Atrevida e la cui posizione supposta era ad est di Capo Horn.

### Il secondo viaggio
Il suo primo viaggio al comando della Jane lo portò nell'area delle isole Falkland dove trascorse l'inverno dal 1819/1820, tornò con le stive piene, i profitti ricavati furono così ingenti che Strachan e Mitchell acquistarono una seconda nave, la Beaufoy (65 tonnellate). Nel settembre del 1821 la Jane, al comando di Weddell e la Beaufoy al comando dello scozzese Michael McCleod salparono alla volta del sud, nell'agosto 1821 erano a Madeira dove si rifornirono e dopo una sosta a Capo Verde arrivarono alle Falkland dove si unì a loro la nave Charity comandata da Charles H. Barnard. Le tre navi si diressero verso le Shetland Meridionali che raggiunsero nell'ottobre del 1821.
In quell'epoca la zona di pesca era così ampiamente sfruttata che i tre vascelli si separarono alla ricerca di nuove zone per pescare. L'11 dicembre 1821 la Beaufoy, che si trovava 240 miglia a est dell'isola Elephant, avvistò terra ad est, erano le isole Orcadi Meridionali scoperte quattro giorni prima da George Powell e Nathaniel Brown Palmer. Le tre imbarcazioni si ricongiunsero a Yankee Harbour, sull'isola Greenwich il 22 dicembre 1821 e rientrarono in Inghilterra nel luglio del 1822.

### Il terzo viaggio
I mesi successivi al rientro trascorsero nel frenetico rifornimento delle due navi, l'incarico di Weddell prevedeva sia la caccia di foche sia il proseguimento della ricerca oltre la rotta dei navigatori che l'avevano preceduto, questo con grande soddisfazione di Weddell che si considerava più un esploratore che un cacciatore. Weddell assunse il comando della Jane, al comando della Beaufoy fu posto Matthew Brisbane (1787-1833), uno scozzese proveniente da una famiglia con solide tradizioni marinare.
Le due navi salparono il 13 settembre 1822, nell'Atlantico si separarono, la Jane si diresse verso Madeira e la Beaufoy verso le isole di Capo Verde dove venne raggiunta dalla Jane. Superarono l'Equatore il 7 novembre 1822. Nel corso della navigazione alla Jane si aprì una falla, le fu necessario trovare un ancoraggio sulle coste della Patagonia mentre la Beaufoy proseguì la spedizione di caccia. Il 1º gennaio 1823 le due imbarcazioni erano nuovamente unite e alla ricerca dell'isola Aigle Reef, il cui avvistamento era stato riportato da diversi navigatori. Non trovando nulla si diressero verso le Orcadi Meridionali.
La caccia alle foche fu di scarso successo e le due navi si diressero verso sud, raggiungendo, il 27 gennaio 1823 la latitudine di 64°58' S. Fecero una breve deviazione verso nord alla ricerca di terra, ma non trovandone si diressero nuovamente verso sud e seguendo la longitudine di 40° W giunsero fino ai 71°10' S, il punto più meridionale mai raggiunto da un'imbarcazione. Approfittando della ottime condizioni meteorologiche proseguirono fino a raggiungere, il 17 febbraio 1823, la posizione 74° 34' S, 30° 12' W avvistando solo alcuni iceberg ma nessuna traccia di terre emerse. Due giorni dopo venne avvistata la Terra di Coats; Weddell, suscitando il disappunto dell'equipaggio, decise di dirigersi nuovamente verso nord. L'area rimase inesplorata fino al 1911 quando Wilhelm Filchner scoprì la barriera che porta anche il suo nome (barriera di Filchner-Ronne).
Weddell fece rientro in Inghilterra il 9 luglio 1824 dopo un travagliato viaggio di ritorno durante il quale esplorò parte dei mari intorno alle Orcadi Meridionali. La latitudine da lui raggiunta, tre gradi a sud di quella di Cook, suscitò scetticismo. Al posto di presentare all'Ammiragliato carteggi e documentazione per avallare il resoconto del suo viaggio fu persuaso da Strachan e Mitchell a scrivere un libro, che fu pubblicato nel 1825.

### Epilogo
Nel 1826 Weddell si candidò presso l'Ammiragliato per guidare un nuovo viaggio verso sud, o al comando di una spedizione finanziata dall'Ammiragliato o su navi proprie però con spese coperte dal governo. La proposta non fu accettata e Weddell tornò ad occuparsi di navigazione mercantile. Nel 1829 la Jane che si trovava sulla rotta tra Gibilterra e Buenos Aires ebbe una falla così grave che dovette essere abbandonata alle Azzorre condannando Weddell alla rovina finanziaria. Ebbe modo di dare il suo nome alle Isole Weddell nell'Oceano Antartico, inoltre presero il suo nome l'isola Weddell, delle Falkland, terza in ordine di grandezza e la foca di Weddell, pinnipede comune in quelle zone.